# Hügelgräberfeld Auf der Lebing
Das Hügelgräberfeld Auf der Lebing in der Gemeinde Kronstorf in Oberösterreich umfasst über 60 Hügelgräber. Das bronzezeitliche Hügelgräberfeld wurde im Jahr 1926 entdeckt und steht unter Denkmalschutz.

## Lage

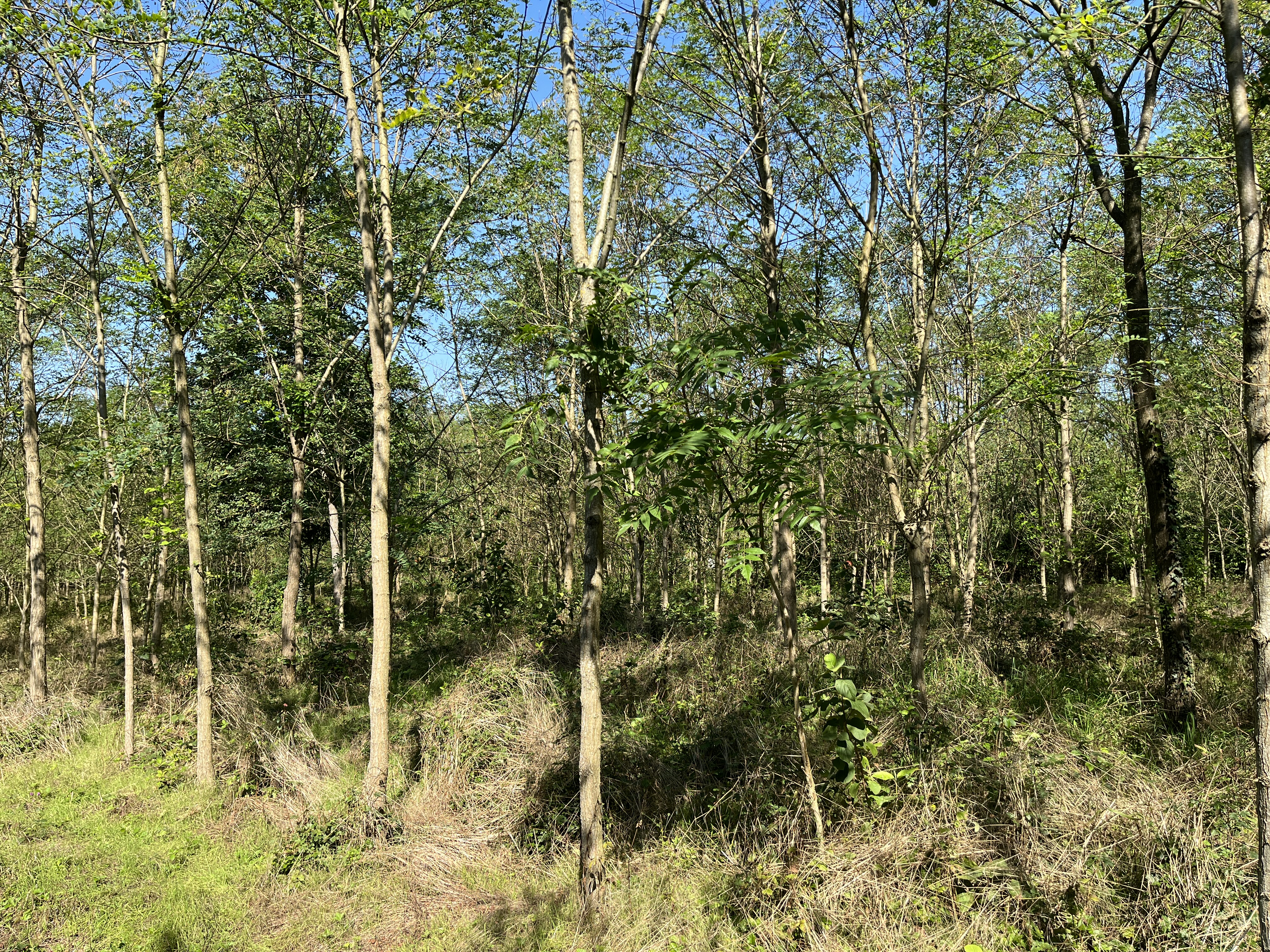
Typischer Baumbestand beim Hügelgräberfeld Auf der Lebing (2023)

Das Hügelgräberfeld liegt in einem Wald auf einer Anhöhe am linken Ufer des Flusses Enns.
Drei Abschnitte des Hügelgräberbereiches stehen mit separater Kennzahl unter Denkmalschutz:
- Flur Aufeld, Katastralgemeinde Schieferegg, Grundstücksnummern 381/2, 412/1, 412/6, 412/7, 412/8 (Listeneintrag).
- Haidergutstraße 4, Katastralgemeinde Schieferegg, Grundstücksnummer 372/3 (Listeneintrag).
- Katastralgemeinde Kronstorf, Grundstücksnummern 21/2, 21/3, 22/2 (Listeneintrag).

## Bezeichnung
Das Gräberfeld ist nach der Flur Auf der Lebing benannt, die sich im Bereich der heutigen Römerstraße und des ehemaligen Zuckerrübensammelplatzes von Kronstorf befand und den Südrand der Gräberfeldes markiert.
Die alternative Bezeichnung Gräberfeld Kronstorf-Schieferegg stammt von einem Plan der Verwaltungsbehörde, welche sich auf die Katastralgemeinden Kronstorf und Schieferegg bezog, die Anteile am Gräberfeld haben.

## Beschreibung
Dieses aus über 60 Tumuli bestehende Gräberfeld ist zum Teil dicht mit Gebüsch überwuchert und die meist flachen Hügel mit etwa 6 bis 16 Meter Durchmesser und einer Höhe von 0,5 bis 1,5 Metern sind für den Laien nicht als Gräber zu erkennen.
Nach der Beisetzung der Verstorbenen in hockender Stellung baute man darüber einen mehr oder weniger gewölbten Steinbau. Außen beginnend mit einem Ring aus großen Blöcken, sind die Hügel zur Mitte hin mit kleineren Steinen verkeilt und mit lehmiger Erde verfüllt und abgedeckt. So bestehen die Hügel im Inneren dann aus 2 bis 4 kompakten Lagen aus Steinen und Erde. Der Inhalt der Gräber lässt darauf schließen, dass sie der Mittleren Bronzezeit zuzuordnen sind.
Hauptfunde sind eine 27 cm hohe, mit Girlanden verzierte Amphore mit einem Bauchdurchmesser von 30 cm und eine Prunkaxt, die sich im Naturhistorischen Museum Wien befindet.
Einige Gräber fielen, vermutlich zum Teil schon vor langer Zeit, Grabräubern zum Opfer. So wurden beispielsweise auch in Lauriacum Stücke, die wahrscheinlich aus der Bronzezeit stammen, gefunden.